# Meme di Internet

Meme sulle fonti di Wikipedia.

Un meme di Internet, o fenomeno di Internet, è un personaggio o un'azione che si propaga attraverso Internet tramite GIF, audio o video e che diviene improvvisamente celebre. Può talvolta essere anche una parola o una frase che riesce a diffondersi attraverso social network, blog e posta elettronica.
L'uso di questo termine è stato proposto la prima volta da Mike Godwin nel 1994 in un articolo su Wired. Nel 2013 Richard Dawkins ha definito i meme di Internet in meme  che vengono deliberatamente modificati dalla creatività umana, essendo quindi diversi sia dai geni biologici sia dai meme pre-Internet (i quali sarebbero soggetti a mutazioni casuali e si diffonderebbero tramite un procedimento analogo alla selezione naturale). Egli sostiene quindi che sia avvenuto un cambio di rotta, essendosi l'idea di meme modificata ed evoluta in una nuova direzione. Inoltre, i memi di Internet godono di un'altra proprietà di cui i memi normali non godono: essi lasciano un'impronta nei media attraverso i quali si propagano, il che li rende tracciabili e analizzabili.

## Descrizione

Esempio di meme di Internet diffuso agli inizi degli anni 2000.

L'assenza di confini fisici della rete tende a favorire una rapida diffusione di idee e novità, specialmente se queste hanno contenuti umoristici o bizzarri. In molti casi proprio se il motivo della diffusione è essenzialmente goliardico, la cosa di cui si diffonde la notizia è priva di un reale contenuto; e proprio per questo viene giocosamente ripetuta da chi è a conoscenza del "fenomeno" (spesso generando una distinzione netta fra chi prende parte al fenomeno e chi, non avendo capito di cosa si tratta, non comprende l'importanza, spesso effettivamente nulla, di quello a cui "tutti" alludono) o per riflettere sulla natura della civiltà.
In genere un meme di Internet tende a perdere visibilità con la stessa velocità con cui la acquisisce; in ogni caso per la natura stessa della rete tracce del "passaggio" del meme tendono a restare sparse nella rete, a disposizione di chi volesse reperirle usando, per esempio, un motore di ricerca. È comunque quasi impossibile valutare accuratamente la popolarità assoluta di un meme di Internet; molti si sviluppano in comunità specifiche e vi rimangono confinati, altri si diffondono in modi trasversali e giungono anche in contesti in cui l'origine stessa del meme appare indecifrabile.
La facilità e velocità con cui attualmente possono essere spedite le e-mail ha reso possibile la diffusione e la crescita esponenziale di catene di sant'Antonio e bufale, che rappresentano una percentuale rilevante dello spam circolante. Le catene di sant'Antonio sono messaggi che si autopropagano via mail, promettendo fortuna a chi le diffonde (e sfortuna a chi non lo fa), o premi in denaro (cosa che ovviamente non avviene mai) o messaggi moraleggianti o storie strappalacrime regolarmente false; anche in questo caso il meccanismo per cui sia più facile inoltrare la mail che verificarne la veridicità fa sì che molte bufale abbiano ancora un seguito e una diffusione dopo molti anni.

## Tipologie

### Effetto Streisand

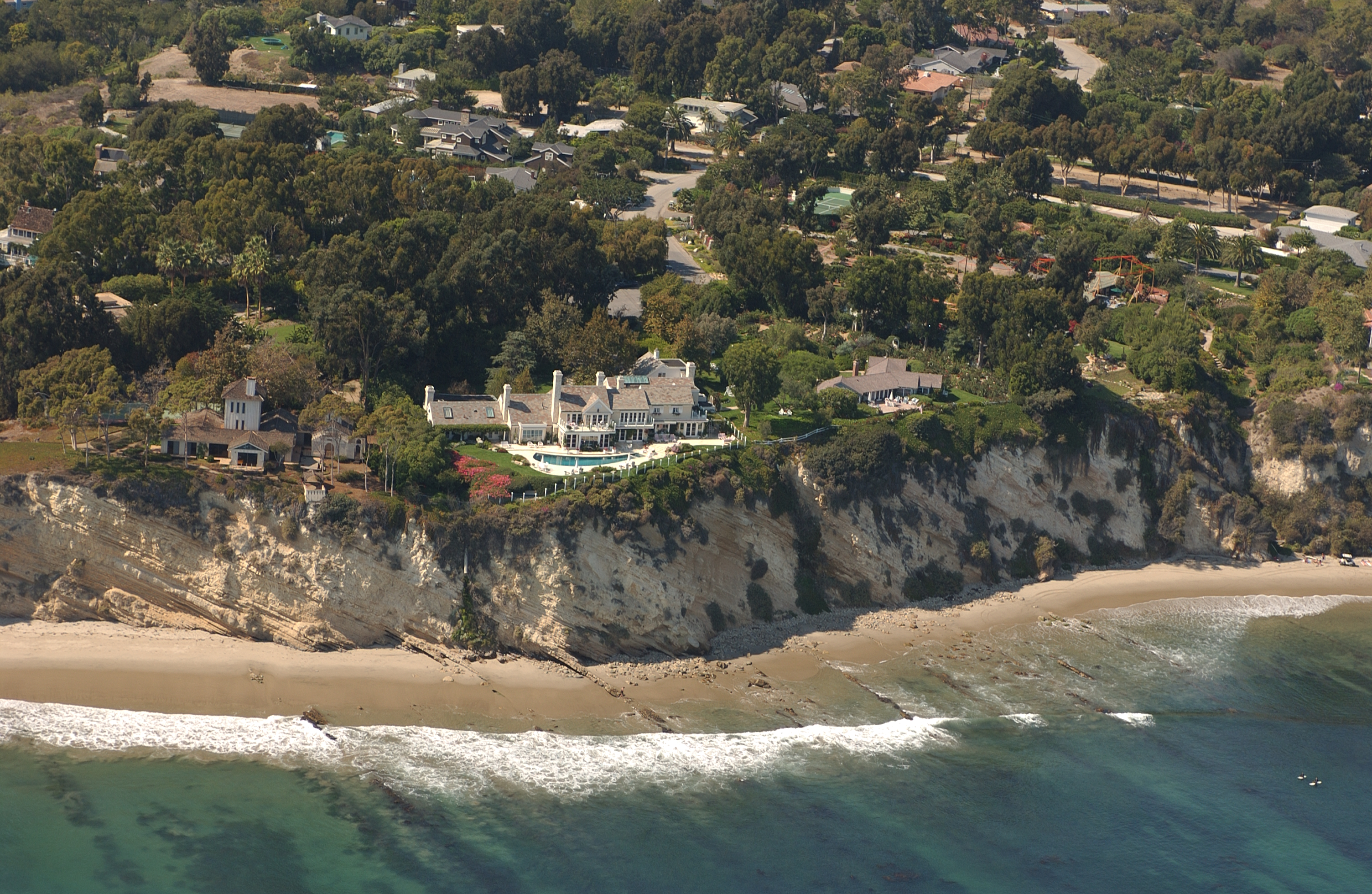
La villa di Barbra Streisand in California

È l'effetto per cui un tentativo di censurare o rimuovere una informazione provoca al contrario l'ampia pubblicizzazione dell'informazione stessa. Trae il nome da un caso del 2003 nel quale Barbra Streisand citò in giudizio il fotografo Kenneth Adelman e il sito Pictopia.com nel tentativo di limitare la diffusione di una fotografia aerea della sua villa in California. Il sito web di Adelman ottenne il primato di visite e la foto della villa venne diffusa e ripresa da decine di siti Internet, tanto che è tuttora disponibile e facilmente reperibile con i motori di ricerca.

### Fenomeni sociali

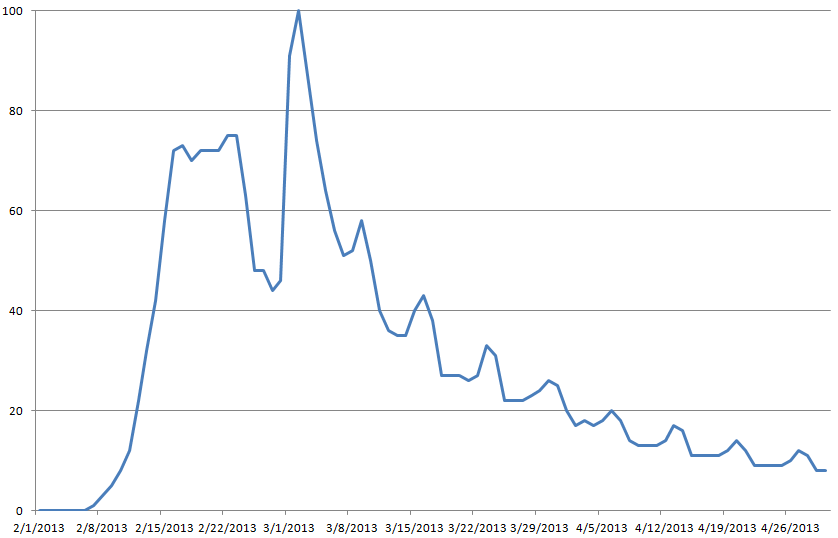
Curva dell'interesse della rete per l'Harlem Shake

- Rickrolling: un tormentone basato sul far credere a utenti di un forum o di un sito web che si stia fornendo un collegamento a un video molto atteso (come l'anteprima di un videogioco o il video promozionale di un film): in realtà il collegamento ipertestuale, opportunamente offuscato, punta solo al video musicale della canzone Never Gonna Give You Up di Rick Astley.
- Simon's Cat: una serie animata nata in modo amatoriale, realizzata in "flash" dall'animatore britannico Simon Tofield e pubblicata su YouTube. Il grande successo ottenuto ha portato l'autore a ricevere il Best Comedy ai British Animation Awards nel 2008, al passaggio di un episodio sulla BBC2 e infine alla pubblicazione del libro di vignette omonimo già tradotto in più lingue e contenente le avventure del gatto e del suo padrone.
- Badger Badger Badger: animazione di un tasso realizzata da Jonti Picking del 2003 con Adobe Flash. Il meme si è diffuso tanto da produrre una serie di seguiti e ha portato il sito web dell'autore a essere nominato miglior sito britannico del 2004 per Yahoo! e l'autore stesso a realizzare una serie animata per MTV Europe.
- Harlem Shake: serie di video di trenta secondi in cui vengono riprese scene quotidiane (persone che fanno azioni quotidiane in una stanza, bagnanti al mare, clienti di un ristorante e così via) nei cui primi quindici secondi una persona estranea balla, eventualmente vestita in maniera strana, eseguendo mosse bizzarre, ignorata dal resto delle comparse. Nella seconda metà del video dopo un taglio di scena tutti gli attori stanno a loro volta ballando, compiendo le azioni più strane. Tutti i video utilizzano come colonna sonora l'omonimo brano del produttore statunitense Baauer.
- I «Chuck Norris facts» sono delle notizie umoristiche riguardanti Chuck Norris, in cui vengono esaltate in maniera inverosimile alcune sue caratteristiche, come la forza fisica, la mascolinità e la scarsa propensione a essere contraddetto; esistono interi siti dedicati a tali "fatti", che hanno anche grande diffusione attraverso e-mail.
- Pepe the Frog: rana antropomorfa verde con un corpo umanoide. Il personaggio ha avuto origine in un fumetto di Matt Furie chiamato Boy's Club.[4]
- Doge: un cane di razza shiba a cui vengono applicate scritte in comic sans come se le pensasse; da qua nasce una criptovaluta: il Dogecoin (Ð)[5][5]
- Countryballs[6]: nazioni rappresentate dalla loro bandiera che discutono ironicamente su guerre e tensioni politiche.
- Il Nyan Cat[7]: un gatto rosso dal corpo da ciambella che vola lasciando una scia arcobaleno.

### Horror
- Jumpscare: sono videogiochi o filmati che concentrano su di essi l'attenzione del lettore, consigliano di alzare il volume e di ridimensionarli a tutto schermo. Dopo un inizio calmo e apparentemente "innocuo" compare improvvisamente un primo piano di un'immagine mostruosa (in particolare la bambina dell'esorcista, ma può apparire qualunque demonio, mostro o creatura dall'aspetto spaventoso) accompagnato da un urlo, o da un rumore assordante, per terrorizzare la "vittima" dello scherzo. Alcuni esempi sono contenuti nei giochi Scary Maze, The Phantom Castle e Five Nights at Freddy's.
- Creepypasta: è un termine anglosassone con cui si indica una particolare forma narrativa diffusa via Internet,[8][9] attraverso forum, social network o siti specializzati. Si tratta di brevi racconti per lo più di genere horror. Molti dei racconti categorizzati come creepypasta derivano da leggende metropolitane preesistenti, mentre altri sono inventati ex novo, ma a differenziarli è la forma con cui viene raccontata: quasi sempre in prima persona.[8] Inoltre spesso i racconti non sono riconducibili a un singolo preciso autore. Racconti di genere horror assimilabili a quelli che in seguito verranno chiamati creepypasta girano su Internet da molti anni, inizialmente diffusi via BBS e successivamente usenet. La maggiore diffusione che hanno avuto in seguito è generalmente attribuita all'imageboard 4chan.[9] Il termine deriva da copypasta, che è un'abbreviazione di copy and paste, tradotto in italiano "copia-incolla", poiché queste storie venivano diffuse proprio grazie ai lettori stessi, che appunto copiavano e incollavano le storie da un sito all'altro. Copy fu sostituito con creepy ("raccapricciante") per evidenziare la particolare natura di queste storie, di cui dei noti esempi Slender Man, Jeff the Killer e The Rake. Molte volte le creepypasta sono parodie horror di fumetti, serie animate o serie televisive. Esiste anche il gamepasta, ovvero una variante creepypasta basata sul mondo videogiochi, come le storie di BEN Drowned, Sonic.EXE e La sindrome di Lavandonia ispirate rispettivamente a The Legend of Zelda: Majora's Mask, Sonic the Hedgehog e Pokémon Rosso e Blu. Altri esempi sono la SCP Foundation, un tipo di creepypasta che richiede una scrittura creativa incentrata sul soprannaturale pseudo-realistico e le Backrooms, creepypasta che descrive una serie di luoghi raccapriccianti la cui rappresentazione più popolare è il livello 0, un ufficio dalle stanze vuote infinite con muri giallognoli e un costante ronzio di sottofondo dovuto all'illuminazione.

### Videogiochi
- La frase «All your base are belong to us», originariamente un errore di traduzione dal giapponese all'inglese tratta dal videogioco Zero Wing per Mega Drive, è diventata un fenomeno di Internet con un'ampia diffusione nel mondo dei giocatori di videogiochi.[10]
- Discorso analogo si può fare per la frase «A winner is you», sgrammaticata schermata di vittoria del videogioco Pro Wrestling per NES che nel linguaggio comune inglese viene usato normalmente così come nel mondo dei videogiochi.
- Link: The Faces of Evil e Zelda: The Wand of Gamelon, videogiochi per CD-i, facevano ampio uso di scene di intermezzo a cartone animato. A causa del pessimo doppiaggio e dei disegni di scarsa qualità, questi videogiochi sono diventati rapidamente oggetto di parodie e di memi. Essi hanno contribuito a dare origine al fenomeno di Internet noto come "YouTube Poop".
- La frase «Ni**a stole my bike», nata presumibilmente da alcuni forum statunitensi tra il 2002 e il 2003, riprende il gioco Punch-Out!!, che ha come protagonista un pugile di nome Little Mac. Nel web ricorre un video che ritrae Little Mac mentre corre dietro al suo allenatore (che è per l'appunto in bici) ed è da ciò che nasce questa frase.

## Storia

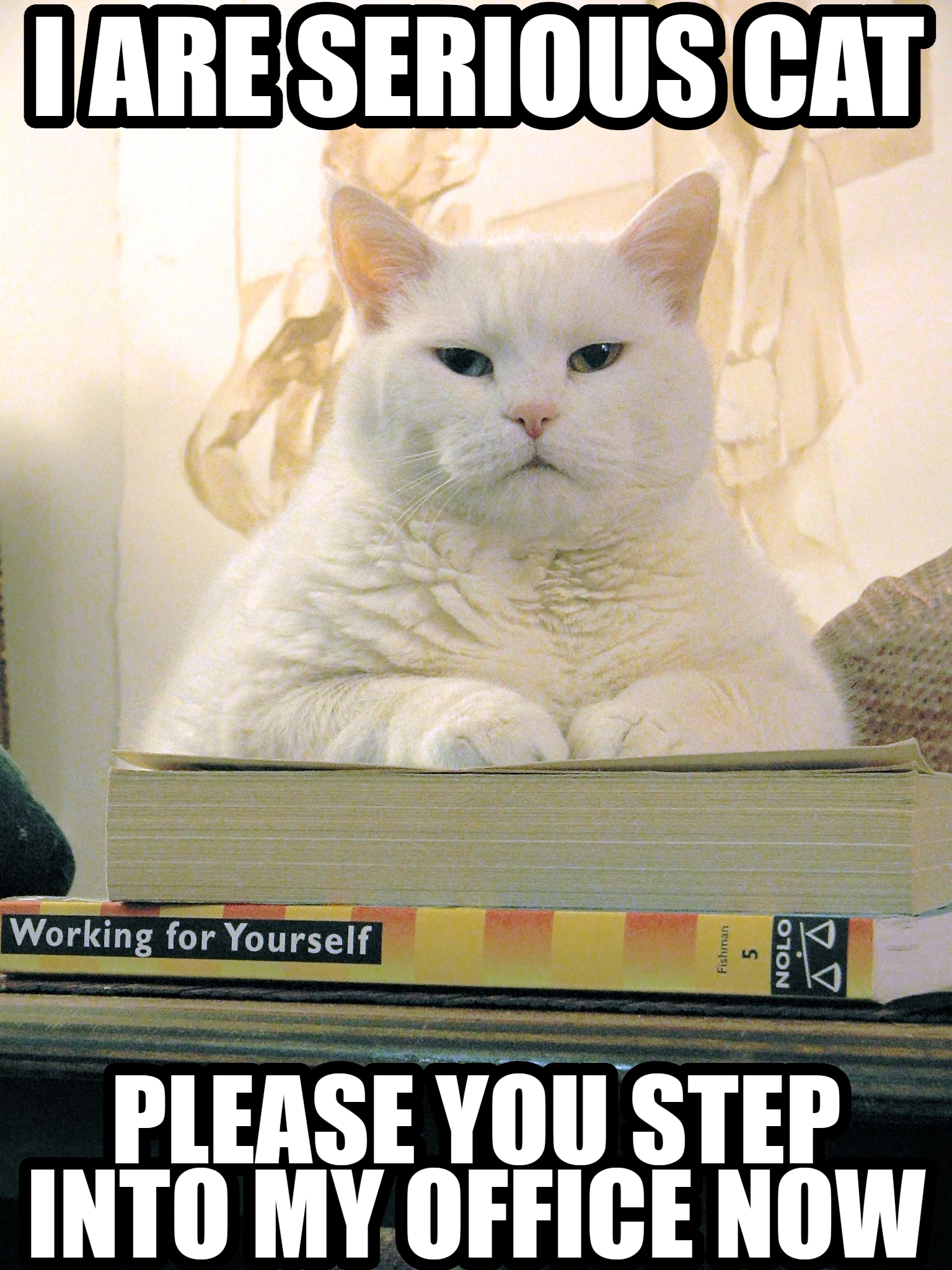
Esempio di lolcat

Il concetto di "meme" è stato formulato per la prima volta nel saggio di Richard Dawkins Il gene egoista (1976), nel quale i vari aspetti della cultura si replicano, mutano ed evolvono (la cosiddetta memetica). Le emoticon sono tra i primi esempi di meme su Internet, come conferma, ad esempio, l'emoticon sorridente ":-) o :)", introdotta da Scott Fahlman nel 1982. Il concetto di "meme" in un contesto online venne formulato da Mike Godwin nel volume di giugno del 1993 della rivista Wired. Nel 2013 Dawkins sostenne che quelli di Internet sono meme deliberatamente alterati dalla creatività umana, diversi dai geni biologici e dai loro concetti di meme pre-Internet, che prevedevano la mutazione mediante cambiamento casuale e la diffusione attraverso una replica accurata, come avviene nel caso della selezione darwiniana. Dawkins sostiene che i meme di Internet sono quindi un "dirottamento dell'idea originale", capaci di evolversi attraverso il concetto stesso di meme in questa nuova direzione. Tuttavia, nel 2013, Limor Shifman consolidò il rapporto dei meme con la cultura di Internet e rielaborò il concetto di Dawkins per i contesti online. Tale associazione dimostrò di essere empiricamente preziosa dal momento che i meme di Internet portano con sé una proprietà aggiuntiva che quelli di Dawkins non hanno: i meme di Internet lasciano un'impronta nei media attraverso i quali si propagano (ad esempio, le reti sociali) che li rende tracciabili e analizzabili.
Tuttavia, prima che i meme di Internet fossero presi in considerazione in ambito accademico, erano inizialmente un riferimento colloquiale alla comunicazione visiva umoristica online tra la metà e la fine degli anni novanta tra i frequenti utilizzatori di Internet; i primi meme di Internet, come il Dancing Baby e l'Hampster Dance, venivano diffusi principalmente tramite forum, gruppi Usenet e messaggi di posta elettronica ed erano solitamente più duraturi rispetto a quelli odierni.
I meme si evolsero di pari passo con i protocolli virtuali. I Lolcat hanno avuto origine dal sito web di imageboard 4chan, diventando il prototipo del formato "image macro" (un'immagine sulla quale è posto un testo di grandi dimensioni). Tra i primi meme basati su immagini vi sono i "demotivator" (parodie di poster motivazionali), immagini modificate con Photoshop, fumetti (come i "rage comic"), e fan art di anime, a volte realizzati nei circoli dōjin. Dopo la nascita di YouTube nel 2005, emersero meme in formato video come il Rickrolling e video virali come quelli di Gangnam Style e del ballo Harlem Shake. La comparsa di siti web di social media come Twitter, Facebook e Instagram contribuì alla nascita di ulteriori mezzi per diffondere i meme e la creazione di siti web generatori di meme ha semplificato la loro creazione.
Numerosi meme contemporanei giocano con il concetto di assurdo e risultano bizzarri e/o surreali tanto nell'umorismo quanto nel modo di presentarsi. Lo confermano ad esempio i "dank" (lett. "umido"), saliti alla ribalta nel 2014 e caratterizzati da immagini con colori molto saturi e suoni sgradevoli e i "deep-fried" (lett. "sottoposti a frittura profonda"), che vengono sottoposti a una compressione dati con perdita.